# Indy Neidell
Indiana Neidell (n. 28 septembrie 1967, Pennsylvania, SUA) este un documentarist, istoric, actor, actor vocal⁠(d), muzician și personalitate de YouTube americano-suedez, cunoscut ca prezentator al serialului video The Great War pe The Great War Channel⁠(d),, care a documentat Primul Război Mondial în timp real folosind cercetări moderne, diverse surse secundare și materiale de arhivă. Un proiect similar, World War Two (despre al Doilea Război Mondial), a început în septembrie 2018 și altul, numit The Korean War, în iunie 2024. Neidell este și scriitor și actor. Ca actor a jucat în Metropia⁠(d) și în numeroase reclame din Europa, precum și ca actor de voce pentru jocuri video.

## Copilăria și educația
Neidell s-a născut în Pennsylvania și s-a mutat la Houston când avea nouă luni. A învățat la St. John's School⁠(d), pe care a absolvit-o în 1985. A studiat istoria la Universitatea Wesleyană timp de patru ani. În adolescență, a lucrat la un magazin alimentar.
În timpul unui episod din World War Two, Neidell a afirmat că mama lui, Joy, se născuse în Egipt în 1940 și că bunicul său, Basil, era originar din Regatul Unit și s-a mutat în Egipt, unde a lucrat pentru Ministerul Egiptean al Educației⁠(d). Mai târziu a devenit superintendent al școlilor pentru dominionul britanic al Egiptului. În timpul celui de al Doilea Război Mondial, s-a alăturat Forțelor Aeriene Regale. La un moment dat după război, a devenit secretar al Federației Internaționale de Tenis pe Iarbă.

## Carieră

### Începutul carierei
În 2021, canalul de YouTube TimeGhost History a dezvăluit informații despre cariera lui Neidell înainte de evenimentul Watch Sunday Baseball prin postări din secțiunea Comunitate. Neidell l-a cunoscut pe Spartacus Olsson în jurul anului 2000 la un bar de pe insula Mallorca și au lucrat împreună la mai multe proiecte media. În plus, Neidell a cântat cu muzicianul suedez Moneybrother⁠(d) timp de câțiva ani.

### Mediakraft și serialulThe Great War
Neidell a fost abordat de Mediakraft⁠(d), producătorii lui The Great War⁠(d), pentru a prezenta serialul după ce aceștia au văzut o serie de videoclipuri pe care le produsese Neidell între mai și septembrie 2013 despre istoria baseballului, intitulate Watch Sunday Baseball. Neidell a fost prezentator invitat și pe canalul YouTube spin-off din The Great War intitulat „It’s History”, la episoade despre campanii militare celebre.
Proiectul The Great War a luat sfârșit oficial pe 11 noiembrie 2018, la exact 100 de ani de la semnarea armistițiului de la Compiègne prin care s-au încheiat oficial toate ostilitățile din Primul Război Mondial. Neidell a declarat în videoclipul său final că canalul va continua să lanseze câteva episoade despre evenimentele de după Primul Război Mondial, chiar dacă Neidell a trecut să se concentreze pe alte proiecte, cum ar fi serialul menționată mai sus despre al Doilea Război Mondial.

#### TimeGhost History
Neidell a lansat canalul de YouTube TimeGhost History în iunie 2017 împreună cu Spartacus Olsson, creatorul și producătorul lui The Great War în primii doi ani. Primul lucru prezentat pe canal a fost o relatare zilnică a crizei rachetelor cubaneze, la exact 55 de ani de la eveniment. Grupul a revenit pentru a descrie evenimentul mai detaliat începând cu iunie 2020, în serialul său, The Cuban Missile Crisis Day by Day. În aprilie 2018, au lansat serialul „Between 2 Wars” pentru a recapitula perioada interbelică. În septembrie 2020, TimeGhost a anunțat într-un videoclip publicat pe canalul lor de YouTube că va fi lansat un al doilea sezon din Between 2 Wars; numit „Zeitgeist”, primul episod fiind lansat în octombrie 2020.

### World War Two
Odată cu încheierea proiectului The Great War⁠(d) în noiembrie 2018, Indy Neidell și Spartacus Olsson s-au pregătit pentru un proiect YouTube echivalent, axat pe cel de al Doilea Război Mondial, pe care urmau să-l producă ei înșiși prin propriul canal TimeGhost (spre deosebire de The Great War) cu o dată de începere preconizată pentru 1 septembrie 2018. Luând în considerare durata mai lungă a războiului și aria de aplicare mai mare a acestui proiect independent fără participarea Mediakraft Networks, el a devenit o colaborare a diferitelor canale: TimeGhost s-a concentrat pe o serie săptămânală de episoade despre evenimentele istorice generale ale războiului pe teatrele de război din Europa și Pacific. Pentru a strânge necesarul de bani pentru proiect, a fost lansată o campanie Kickstarter prin care s-a reușit strângerea a 63.816 de dolari (54.380 de euro). Cu aceste fonduri disponibile, s-a construit de la zero un nou studio în propria clădire și s-au făcut aranjamente cu furnizori de media, cum ar fi Reuters News Service, pentru filmări de arhivă.
Serialul are și un cont de Instagram care rulează în paralel și urmărește evenimentele din cel de al Doilea Război Mondial, zi cu zi; și un cont de Twitter care face același lucru, cu discuții despre paralele relevante trasate între al Doilea Război Mondial și prezent, precum și cu demontarea unor mituri comune construite în jurul unor concepții eronate. În 15 august 2024, canalul YouTube avea mai mult de 209.000.000 de vizualizări și peste 969.000 de abonați.
Proiectul s-a încheiat oficial pe 2 septembrie 2024, la 79 de ani de la semnarea Instrumentului japonez de capitulare care a pus capăt celui de al Doilea Război Mondial.

### Sabaton
În februarie 2019, Neidell a colaborat cu trupa suedeză de heavy metal Sabaton pentru un proiect numit Sabaton History, la care este prezentator și scenarist. Serialul documentează evenimentele istorice din jurul pieselor trupei. De asemenea, l-a interpretat pe TE Lawrence în videoclipul muzical al piesei lui Sabaton „Seven Pillars of Wisdom” și pe Adrian Carton de Wiart⁠(d) în videoclipul muzical al piesei Sabaton „The Unkillable Soldier”.

### The Korean War
Pe 25 iunie 2024, Neidell a lansat al treilea serial istoric în timp real, care acoperă Războiul din Coreea.

## Viața personală
Neidell a părăsit Statele Unite în ianuarie 1993, după ce locuise în New York City, și s-a mutat în Europa. A locuit la Praga câțiva ani înainte de a locui apoi în Budapesta, Istanbul, Londra și Edinburgh, și s-a mutat la Stockholm în 1996, unde locuiește de atunci. Are dublă cetățenie, americană și suedeză. Neidell este membru al filialei europene a Society for American Baseball Research⁠(d) și un susținător al echipei Houston Astros⁠(d).